# Sigmund Mowinckel

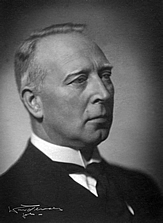
Sigmnund Mowinckel

Sigmund Mowinckel (ur. 4 sierpnia 1884 w Kjerringøy, zm. 4 czerwca 1965 w Oslo) – norweski biblista, asyrolog i teolog ewangelicki.

## Życiorys
Studiował na Uniwersytecie w Christianii (obecnie Oslo), na którym od 1917 wykładał, a 1922-1954 był profesorem. Wniósł duży wkład w historię kultu religijnego. Przeprowadził istotne badania nad motywacją do psalmów i praktykowania kultu w starożytnym Izraelu. Pisał prace z zakresu historii Palestyny i egzegezy tekstów asyryjskich – Psalmenstudien (Studia nad psalmami, t. 1–6, 1921-1924), Offersang og sangoffer (Pieśń ofiarna i ofiara pieśni, 1951), Palestina før Israel (Palestyna przed Izraelem, 1965). Przedstawiając psalmy w ich konkretnym środowisku kulturowym, podkreślił kulturowy charakter ich powstania i rozwoju.